# Fréchou-Fréchet
 Fréchou-Fréchet  es una comuna y población de Francia, en la región de Mediodía-Pirineos, departamento de Altos Pirineos, en el distrito de Tarbes y cantón de Tournay.
Su población en el censo de 1999 era de 88 habitantes.
Está integrada en la Communauté de communes du Canton de Tournay.

## Demografía
| 89 | 92 | 85 | 88 | 99 | 88 |
| Para los censos de 1962 a 1999 la población legal corresponde a la población sin duplicidades (Fuente: INSEE [Consultar]) |    |    |    |    |    |